# Michael Rymer

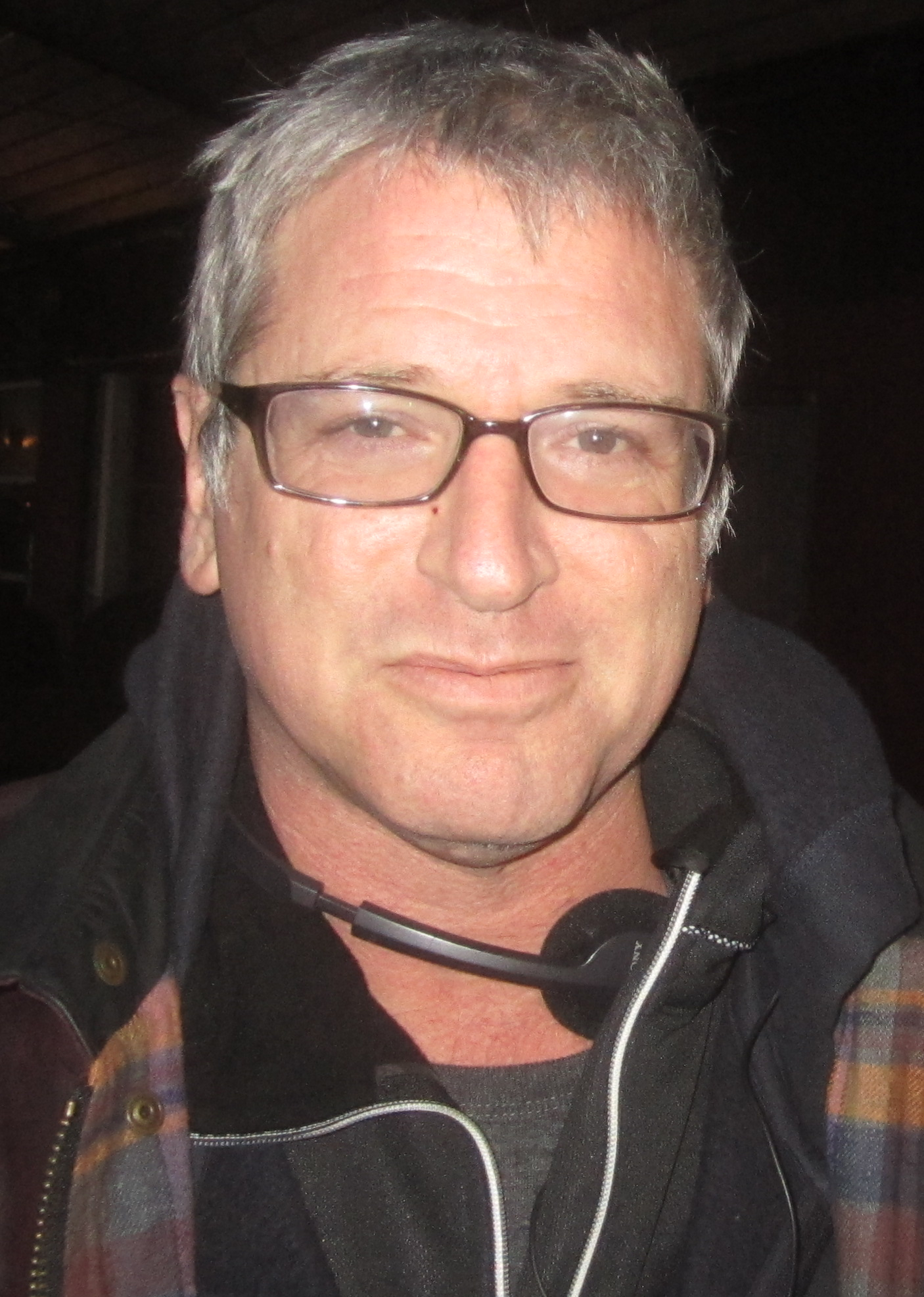
Michael Rymer (2011)

Michael Rymer (nascido em 1963 na Austrália) é um diretor de cinema e televisão, mais conhecido por seu trabalho na série de TV Battlestar Galactica, para o qual ele dirigiu o episódio piloto e vários episódios da série, e para de filme 2002 , Queen of the Damned.

## Filmografia
- Deadline Gallipoli (mini-série) (2015)
- Revolution (2009)
- The Witchblade (2010)
- Battlestar Galactica (2004-2009)
- Battlestar Galactica (mini-série) (2003)
- Queen of the Damned (2002)
- Perfume (2001)
- In Too Deep (1999)
- Allie and Me (1997)
- Angel Baby (1995)